# 140 (numero)
Centoquaranta (140) è il numero naturale dopo il 139 e prima del 141.

## Proprietà matematiche
- È un numero pari.
- È un numero composto con i seguenti divisori: 1, 2, 4, 5, 7, 10, 14, 20, 28, 35, 70. Poiché la somma dei suoi divisori è 196 > 140, è un numero abbondante.
- È un numero semiperfetto in quanto pari alla somma di alcuni (o tutti) i suoi divisori.
- È un numero di Harshad nel sistema numerico decimale, essendo divisibile per la somma delle sue cifre.
- È il settimo numero piramidale quadrato e quindi è la somma dei primi 7 quadrati.
- È parte delle terne pitagoriche (48, 140, 148), (51, 140, 149), (84, 112, 140), (105, 140, 175), (140, 147, 203), (140, 171, 221), (140, 225, 265), (140, 336, 364), (140, 480, 500), (140, 693, 707), (140, 975, 985), (140, 1221, 1229), (140, 2448, 2452), (140, 4899, 4901).
- È un numero palindromo e un numero a cifra ripetuta nel sistema di numerazione posizionale a base 13 (AA).
- È un numero pratico.

## Astronomia
- 140P/Bowell-Skiff è una cometa periodica del sistema solare.
- 140 Siwa è un asteroide della fascia principale del sistema solare.
- NGC 140 è una galassia spirale della costellazione di Andromeda.

## Astronautica
- Cosmos 140 è un satellite artificiale russo.

## Altri ambiti
- 140 era il numero massimo di caratteri che si potevano digitare in un tweet fino al 2017.
- 140 è il numero che simboleggia la libertà.